# Bakersfield Condors
Bakersfield Condors je profesionální americký klub ledního hokeje, který sídlí v kalifornském městě Bakersfield. Do AHL vstoupil v ročníku 2015/16 a hraje v Pacifické divizi v rámci Západní konference. Své domácí zápasy odehrává v hale Mechanics Bank Arena s kapacitou 8 751 diváků. Klubové barvy jsou modrá, oranžová, šedá a bílá.
Klub nahradil v soutěži od ročníku 2015/16 Oklahoma City Barons, stěhování zapříčinil vznik pacifické divize AHL. Klub v aréně vystřídal stejnojmenný celek, který v letech 1998–2015 hrál ECHL. Tento klub se přesunul do Norfolku, kde vystupuje jako Norfolk Admirals. Oba kluby jsou farmami mužstva NHL Edmonton Oilers.
Premiérové utkání sehrál tým v domácím prostředí 9. října 2015 proti Grand Rapids Griffins před 5169 diváky a vyhrál 1:0.
Stejně jako Oilers i Condors vlastní kanadský podnikatel Daryl Katz.

## Úspěchy klubu
- Vítěz divize - 1x (2018/19)

## Umístění v jednotlivých sezonách
Stručný přehled
Zdroj:
- 2015– : American Hockey League (Pacifická divize)

Jednotlivé ročníky
Zdroj:
Legenda: Z - zápasy, V - výhry, P - porážky, PP - porážky v prodloužení či na samostatné nájezdy, VG - vstřelené góly, OG - obdržené góly, B - body
| USA / Kanada (2015 – ) |                        |        |    |    |    |    |     |     |    |        |
| Sezóny                 | Liga                   | Úroveň | Z  | V  | VP | P  | VG  | OG  | B  | Pozice |
| 2015/16                | AHL (Pacifická divize) | 2      | 68 | 31 | 8  | 28 | 212 | 222 | 71 | 5.     |
| 2016/17                | AHL (Pacifická divize) | 2      | 68 | 33 | 6  | 29 | 200 | 188 | 72 | 5.     |
| 2017/18                | AHL (Pacifická divize) | 2      | 68 | 31 | 10 | 27 | 188 | 206 | 72 | 7.     |
| 2018/19                | AHL (Pacifická divize) | 2      | 68 | 42 | 5  | 21 | 242 | 182 | 89 | 1.     |
| 2019/20                | AHL (Pacifická divize) | 2      | 56 | 21 | 8  | 27 | 162 | 202 | 50 | 6.     |

### Play-off
| Sezona  | 1. kolo                                    | 2. kolo                                    | Finále konference                          | Finále Calder Cupu                         |
| ------- | ------------------------------------------ | ------------------------------------------ | ------------------------------------------ | ------------------------------------------ |
| 2015/16 | mužstvo se nekvalifikovalo                 | mužstvo se nekvalifikovalo                 | mužstvo se nekvalifikovalo                 | mužstvo se nekvalifikovalo                 |
| 2016/17 | mužstvo se nekvalifikovalo                 | mužstvo se nekvalifikovalo                 | mužstvo se nekvalifikovalo                 | mužstvo se nekvalifikovalo                 |
| 2017/18 | mužstvo se nekvalifikovalo                 | mužstvo se nekvalifikovalo                 | mužstvo se nekvalifikovalo                 | mužstvo se nekvalifikovalo                 |
| 2018/19 | postup, 3—1, Colorado                      | porážka, 2—4, San Diego                    | —                                          | —                                          |
| 2019/20 | sezona nedohrána kvůli pandemii koronaviru | sezona nedohrána kvůli pandemii koronaviru | sezona nedohrána kvůli pandemii koronaviru | sezona nedohrána kvůli pandemii koronaviru |

## Klubové rekordy

### Za sezonu
Góly: 29, Joseph Gambardella (2018/19)
Asistence: 51, Tyler Benson (2018/19)
Body: 66, Tyler Benson (2018/19)
Trestné minuty: 99, Mitch Moroz (2015/16)
Čistá konta: 4, Shane Starrett (2018/19)
Vychytaná vítězství: 27, Shane Starrett (2018/19)

### Celkové
Góly: 103, Josh Currie
Asistence: 85, Josh Currie
Body: 188, Josh Currie
Trestné minuty: 256, Braden Christoffer
Čistá konta: 5, Laurent Brossoit
Vychytaná vítězství: 42, Laurent Brossoit
Odehrané zápasy: 297, Josh Currie